# Philochortus neumanni
Philochortus neumanni là một loài thằn lằn trong họ Lacertidae. Loài này được Matschie mô tả khoa học đầu tiên năm 1893.